# بیلوکی
بیلوکی (به چکی: Běloky) یک منطقهٔ مسکونی در جمهوری چک است که در شهرستان کلادنو واقع شده‌است.